# Értelmiség
Az értelmiség egy társadalmi réteg. Az értelmiségi általános értelemben szellemi pályán dolgozó embert jelent.

## Az értelmiség sajátosságai
„Sajátosságai: magas (felsőfokú) iskolai végzettsége van; hivatásszerűen és rendszeresen részt vesz a társadalom (állam, gazdaság) irányításában és szervezésében; az információs anyag birtokában és annak mobilizálásával biztosítja a termelés műszaki-technikai fejlődését; a korábbi társadalmak által felhalmozott szellemi értékeket közvetíti; a tudomány, a művészetek stb. területein önálló alkotótevékenységet fejt ki, új értékeket hoz létre. - Az értelmiség tevékenységében különösen fontos tényező a szakmai és a hatalmi elem aránya és viszonya.”

## Története
A felvilágosodás során az entellektüelek fokozatosan átvették a papság középkorban meglévő és az azt megelőző korokban is hasonló (teokratikus) szervezetek által birtokolt szellemi előjogokat. Az értelmiség szó hagyományos értelme kezdetben a társadalom igen kis szeletét jelentette, és gazdasági illetve társadalompolitikai okokból kifolyólag többé-kevésbé egybe is esett a politikai akaratot megtestesítő kevesekkel. A demokrácia fokozatos kiszélesítésével ez az állapot megváltozott, a közgondolkodás mégis hajlamos az értelmiség véleményének nagyobb jelentőséget tulajdonítani a közügyekben. 
A 19. században és a 20. század elején, az általánosan használt kifejezés az értelmiségre az "intelligencia" volt. Akkoriban már úgy tartották, hogy természetesen ez az ország vezetői rétege, amely megfelelő nívós neveltetéssel, valamint műveltséggel rendelkezik. Az akkori általános elképzelés úgy volt, hogy a zöme a magyar intelligenciának két részre oszlik: az egyik, az úri típus, amelyhez a hivatalnokok, valamint a vidéki értelmiség tartozik, és dzsentri szokásaiban nevelkedtek, vagy mímelik, akiknek hivatása az uralom; a másik, az a kereskedői típus, amely a városokban él, művelt nívós szabadfoglalkozásúak, nagyiparosok, gyárosok, kereskedők alkotják, akiknek hivatása leginkább az üzlet.